# 滬蓉高速道路
滬蓉高速道路（上海-成都高速道路、「滬」は上海市の略称であり、「蓉」は成都市の略称である）（こようこうそくどうろ、簡体字: 沪蓉高速公路（上海－成都高速公路））は、上海市を起点とし、江蘇省、安徽省、湖北省、重慶市を経て、四川省成都市に至る全長1960kmの国家高速G42である。